# Стронсей
Стронсей (англ. Stronsay) — один из Оркнейских островов, архипелага в составе Британских островов у северной оконечности Шотландии. Находится на северо-восток от Мейнленда. Севернее лежит Сандей, северо-западнее — Идей, юго-западнее — Шапинсей. При площади 32,75 км² это седьмой по величине остров архипелага.
Основным поселением острова является деревня Уайтхол на севере острова. Оттуда отправляются паромы в Керкуолл, столицу Оркней. Чуть северней находится аэропорт Стронсей с рейсами в Керкуолл и Сандей.
Рельеф в основном равнинный, почвы плодородны и используются в сельском хозяйстве. В XVIII и XIX веках население было гораздо более многочисленно (до 5000, включая временных рабочих) и занималось рыболовством и сбором водорослей.
В 1808 году на берег острова штормом была выброшена туша животного, известная как Стронсейский монстр.
Одно из первых упоминаний мифического существа трау связано с островом.